# 雷昊充敏
雷昊 充敏（らいこう みつとし、1954年12月14日 - ）は、埼玉県越谷市出身で出羽海部屋に所属した元大相撲力士。本名は荒川 賢次。179cm125kg。最高位は東幕下2枚目。

## 経歴
1969年5月初土俵、1980年9月引退。志州山真国と同じく最高位が幕下で最多となる十両力士との対戦10番を誇る。
雷昊充敏以前に立浪部屋所属の雷昊がいたが別人物（最高位三段目）である。
1980年5月場所には東幕下2枚目と関取目前まで進出したが、関取昇進はならず、これが最高位となった。ちなみにその場所では、取組編成における調整の関係上、9日目に6番相撲を取り、10～14日目が5日連続取組なしとなり、千秋楽に7番相撲を取るという珍しい形となっている（その場所の星取は「●や○や●や○○●ややややや●」の3勝4敗）。

## 成績
通算成績69場所242勝218敗16休

## 改名
荒川賢次→雷昊充敏
　